# Shunzō Ōno (Fußballspieler)
Shunzō Ōno (jap. 大野 俊三, Ōno Shunzō; * 29. März 1965 in der Präfektur Chiba) ist ein ehemaliger japanischer Fußballspieler.

## Karriere
Ōno erlernte das Fußballspielen in der Schulmannschaft der Narashino High School. Seinen ersten Vertrag unterschrieb er 1983 bei Sumitomo Metal. 1987 erreichte er das Finale des JSL Cup. Mit Gründung der Profiliga J.League 1992 und der damit verbundenen Neuorganisation des japanischen Fußballs wurde der Sumitomo Metal zu den Kashima Antlers. 1993 wurde er mit dem Verein Vizemeister der J1 League. Für den Verein absolvierte er 133 Erstligaspiele. 1996 wechselte er zum Ligakonkurrenten Kyōto Purple Sanga. Für den Verein absolvierte er 10 Erstligaspiele. Ende 1996 beendete er seine Karriere als Fußballspieler.

## Erfolge
Sumitomo Metal/Kashima Antlers
- J1 League

Vizemeister: 1993
- JSL Cup

Finalist: 1987
- Kaiserpokal

Finalist: 1993